# New Cumberland, Pennsylvania
New Cumberland là một thị trấn thuộc quận Cumberland, tiểu bang Pennsylvania, Hoa Kỳ. Năm 2010, dân số của thị trấn này là 7277 người.